# Tijjani Reijnders
Tijjani Martinus Jan Reijnders Lekatompessy (n. 29 iulie 1998, Zwolle, Țările de Jos) este un fotbalist neerlandez, care joacă pe post de mijlocaș la Milan în Serie A. Pe plan internațional, are prezențe la națională pentru Țările de Jos U20⁠(d) și Țările de Jos.
După ce a reprezentat diverse echipe de tineret olandeze, Reijnders și-a început cariera cu clubul din orașul său natal, PEC Zwolle, înainte de a se muta la clubul olandez AZ Alkmaar în sezonul 2017-18. Apoi a fost împrumutat la RKC Waalwijk până la încheierea campaniei 2019-20. După ce s-a întors la AZ din împrumutul său, Reijnders a fost numit în Echipa lunii din Eredivisie în septembrie 2022 și aprilie 2023, înainte de a semna pentru giganții italieni AC Milan în vara lui 2023.
Reijnders este un internațional olandez, care a progresat de la nivelul sub 20 de ani. Și-a făcut debutul internațional la seniori pentru țară în septembrie 2023.

## Tinerețe
Născut în Zwolle, Reijnders este fiul lui Martin Reijnders și fratele lui Eliano Reijnders, care sunt fotbaliști profesioniști. Reijnders este de origine Ambon, Maluku, Indonezia, prin mama sa, Angelina Lekatompessy.
În ciuda faptului că nu are ascendență nigeriană, este numit după fotbalistul nigerian Tijani Babangida.

## Cariera pe echipe

### Primii ani
Rolul lui Reijnders în scena fotbalistică a început de la o vârstă fragedă, unde și-a început cariera la echipa de tineret al lui FC Twente. Doar că a jucat la FC Twente până la echipa sub 17 ani înainte de a fi eliberat la CSV '28 și a jucat timp de un an din 2015 până în 2016.
În 2016, Reijnders s-a alăturat echipei natale PEC Zwolle sub 19 ani unde a urcat apoi la nivel și a apărut în prima echipă a clubului din Eredivisie. Chiar și la PEC Zwolle, Reijnders a jucat doar un an.

### AZ Alkmaar
În 2017, dezvoltarea carierei sale s-a accelerat rapid. După ce a lucrat la un supermarket Aldi local și la antrenament în Zwolle, a trecut la echipa sub 21 de ani al lui AZ și a trecut la prima echipă profesionistă în 2018.
În 2020 a fost împrumutat la RKC Waalwijk pentru șase luni, din ianuarie până în iunie. Ulterior, Reijnders s-a întors la AZ și a devenit parte din prima echipă, în care a reușit să joace în semifinalele Europa Conference League 2022-2023.

### AC Milan
Pe 19 iulie 2023, Reijnders s-a alăturat clubului din Serie A AC Milan, semnând un contract pe cinci ani până în iunie 2028. Pe 21 august, a făcut primul său start competitiv pentru rossoneri într-un meci din Serie A împotriva lui Bologna. Pe 11 noiembrie, într-un meci din Serie A cu Lecce pe Stadio Via del mare, Reijnders a marcat primul său gol pentru Milan.

## Cariera internațională
Ca rezultat al familiei sale, Reijnders a fost eligibil să reprezinte Indonezia sau Țările de Jos. În februarie 2022, a fost raportat că antrenorul principal al echipei naționale de fotbal a Indoneziei la acea vreme, Shin Tae-yong, a încercat să-l cheme, dar a refuzat ocazia.
În iunie 2023, Reijnders a primit prima convocare oficială la echipa națională a Țărilor de Jos pentru finala Ligii Națiunilor UEFA din 2023.
Pe 7 septembrie 2023, Reijnders și-a făcut debutul cu Olanda ca înlocuitor într-o victorie cu 3-0 în fața Greciei într-un din preliminariile UEFA Euro 2024. Pe 13 octombrie, a făcut primul start, Olanda fiind învinsă cu 2-1 de Franța în aceeași competiție.
Reijnders a marcat primul său gol internațional de seniori într-o victorie cu 4-0 în fața Scoției pe Johan Cruyff Arena pe 22 martie 2024.
Pe 29 mai 2024, Reijnders a fost inclus în lotul Țărilor de Jos pentru UEFA Euro 2024.

## Stil de joc
Reijnders este un mijlocaș central mobil, cu tendința de a merge înainte în ultima treime și în suprafața de pedeapsă a adversarilor, fie pentru a încerca să înscrie, fie pentru a presiona adversarii.
La transferul său la Milan, a fost imediat integrat în XI-ul de start al echipei de către antrenorul Stefano Pioli ca mijlocaș central stânga, cunoscut sub numele de mezzala în Italia, într-o formație 4–3–3. De asemenea, a jucat ca parte a dublu pivot într-o formație 4–2–3–1, din nou în primul rând pe stânga, în ciuda faptului că era dreptaci.
Potrivit lui Reijnders, motivele tactice au jucat un rol oarecum semnificativ în alegerea lui AC Milan în locul lui FC Barcelona, deoarece poziția sa de joc propusă în ultima echipă i-ar fi limitat mișcarea.

## Palmares
Individual
- Echipa lunii din Eredivisie: septembrie 2022, aprilie 2023[21]